# Västerviks AIS
Västerviks Allmänna Idrottssällskap, ofta förkortat VAIS, var en svensk fotbollsklubb i Västervik, Småland. Klubben grundades 1919 och lades ner 1988 då en sammanslagning med Jenny BK skedde. Man bildade då Västerviks FF.
VAIS är än idag den mest framgångsrika fotbollsklubben som Västerviks kommun någonsin haft. Med en sjätteplacering i Division 2 säsongen 1934, som då var den näst högsta serien i Sverige, gör att det är den bästa placeringen ett lag i kommunen någonsin har hamnat på i seriesystemet.
Klubben sysslade till en början med en mängd sporter men var mest framgångsrik i brottning, ishockey och fotboll där klubben rönte vissa framgångar.

## Historia

### Höckerbo BK: 1919–1925
Klubben grundades under namnet Höckerbo Bollklubb (HBK) år 1919 och man ansökte tidigt om medlemskap i Riksidrottsförbundet (RF). Första matchen spelades i Vimmerby året därpå och HBK vann med 1–0. Även Ankarsrum besegrades detta år, men Ekdalens BK (senare IFK Västervik) var ännu starkast i staden och där förlorade HBK vid ett flertal matcher.
Man ställde även upp i Småländska Distriktsmästerskapen (DM) som hade startat 1907. Första matchen spelades mot IFK Oskarshamn, där man åkte på förlust med 4–3. Året efter i DM blev det revansch mot IFK Oskarshamn med klara siffror 8–1.
1924 är ett stort år för HBK. Klubben är bäst staden och nu besegras lokalkonkurrenten IFK Västervik (som bytt namn från Ekdalens BK) med 1–0. Klubben vinner också sin serie, Smålandsserien östra divisionen.

### Västerviks AIS: 1925–1988
I januari 1925 beslutade styrelsen i Höckersbo BK att ett namnbyte skulle ske. Västerviks Allmänna Idrottssällskap blev det nya namnet. I folkmun kallades man kort och gott för VAIS.

#### Den första storhetstiden: 1930-talet
Efter att Höckersbo BK vann sin serie 1924 var klubben nu med i det nationella seriesystemet och i början av 1930-talet formades ett starkt lag som vann Division 3 och hösten 1934 spelade man i Division 2, som då var den näst högsta serien i Sverige.  
Första matchen i Sveriges näst högsta serie spelades mot Djurgårdens IF på Stockholms Stadion. VAIS lyckades få med sig en poäng hem efter att matchen slutat 2–2. Nederlagstippade VAIS slutade sexa efter storlag som IFK Norrköping, Hammarby IF, Djurgårdens IF, men dock före Åtvidabergs FF och Kalmar FF. Värt att nämna är att laget lyckades under säsongen slå Hammarby IF på hemmaplan med 3–1 (1–0) efter två mål av Bertil ”Svabb” Ahlin. Man lyckades även slå seriesegrarna IFK Norrköping en gång.
Säsongen 1935/36 blev VAIS klart sist och degraderades till Division 3. Säsongen efter ramlade VAIS även ur Division 3 och fick därmed spela i Division 4, Småland. 
Bland alla Smålandslag gick VAIS till DM-final 1937 där Waggeryds IK vann med 2–0. Den första storhetstiden hade därmed gått mot sitt slut.  

#### Den andra storhetstiden: 1945–1947
Tre säsonger senare är VAIS tillbaka i Division 3 och blev återigen ett topplag. Det blev serieseger 1945/46 och kval till Division 2 mot Olofströms IF, som VAIS inte lyckades besegra. Säsongen efter fick VAIS återigen kvala till Division 2 och denna gång mot Bromölla IF. Även denna gång blev det förlust. Den andra storhetstiden var nu slut. 

#### Ett mediokert lag: 1950–1988
VAIS spelade i Division 4 i tio år innan det blev serieseger och VAIS återigen var i den nationella serien, Division 3. Det var säsongen 1957/58. 
VAIS hade Smålands bästa juniorlag 1956 då det blev seger i junior-DM. 
Under fyra säsonger var klubben ett topplag i Division 3, men utan att vinna serien. 1962 åkte VAIS ner i Division 4. Efter detta fick inte Västervikspubliken se några storklubbar besöka staden, förutom i vänskapsmatcher. VAIS var sedan ett lag som hörde hemma i Division 4- och 5.

### Sammanslagning med Jenny BK: 1988
Inför 1988 blev det en sammanslagning mellan Jenny BK och VAIS när Västerviks FF bildades. Det var mycket diskussioner för och emot, speciellt en falang i VAIS var inte så intresserade av en sammanslagning. Redan 1928 ville stadens ledande personer att klubbarna IFK Västervik och VAIS skulle gå samman och bilda Västerviks FF. 60 år senare blev det istället verklighet.
Klubbens namn och färger återuppstod på 1990-talet, men slogs senare samman med Almviks IF. Till Säsongen 2004 fanns inte Almvik-Västerviks AIS mer, klubben la ner hela sin verksamheten. Mest anmärkningsvärt från den här tiden är att laget hade en publiksiffra på 600 personer när man spelade seriefinal i Division 6.

## Supportrar
Främst hämtade VAIS sina medlemmar och supportrar från de södra stadsdelarna där man sedermera också hade sitt kansli. 

## Klubbfärger
Klubbfärgerna var alltid gult och svart - tigerrandigt, lik den dräkt som Hammarby IF bar i många år.